# Flyboard

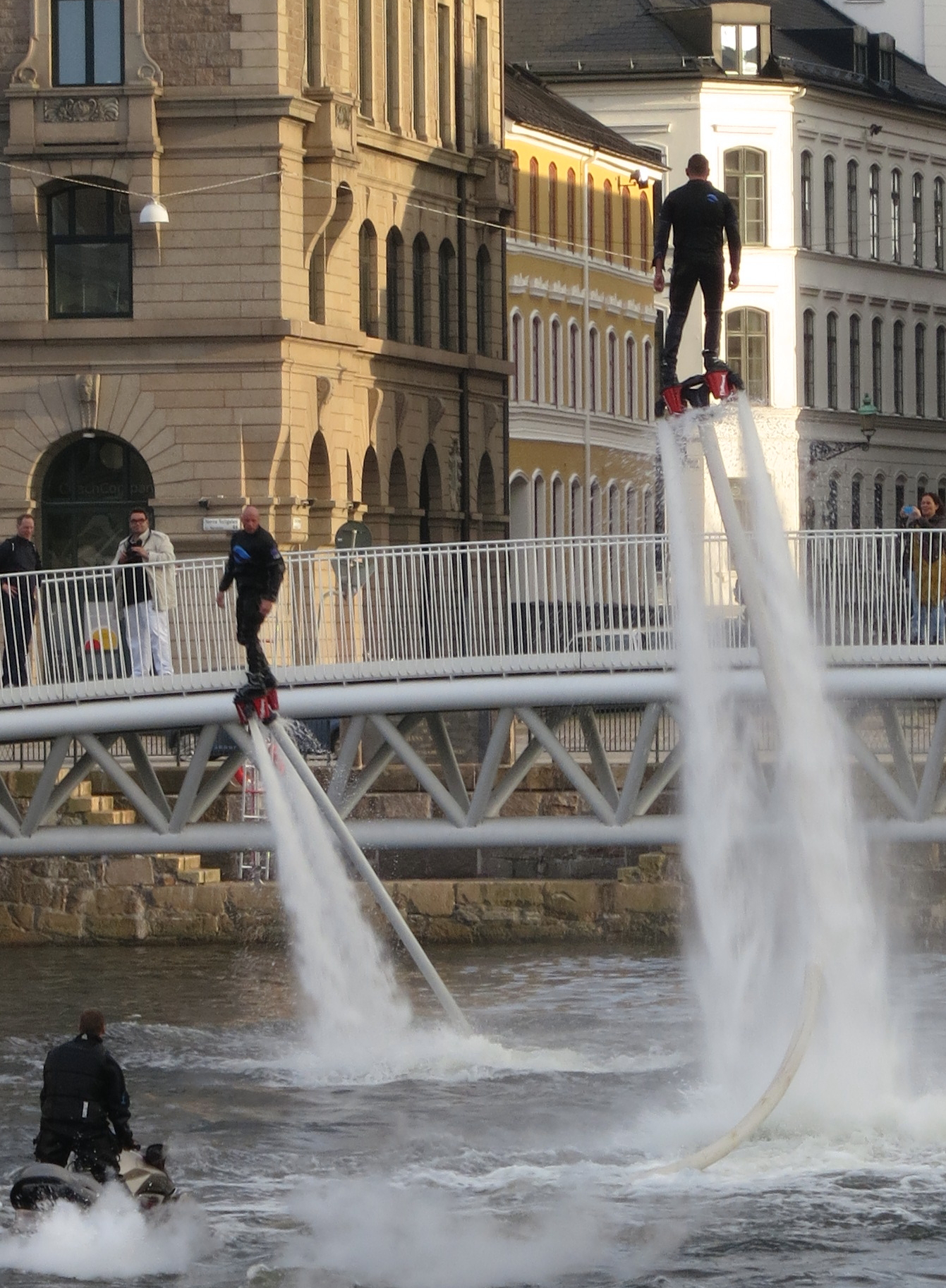
Flyboarding i Malmö, september 2014

Flyboard är en vattensport där man står på en bräda med vattenjetmunstycken och på så vis kan sväva upp till 19 meter över vattenytan, dyka upp och ner i vattnet som en delfin och göra volter eller andra tricks. Själva vattenjetdriften kommer från en vattenskoter som hänger ihop med flyboarden via en lång slang. Man styr genom att flytta kroppsvikten och genom att använda fötterna för att vinkla brädan. Flyboard lanserades under 2012 av den flerfaldige världsmästaren i jetski Franky Zapata. Zapata ville skapa ett nytt sportredskap som kombinerade skidåkning, akrobatik med flygning, dykning och vattenlek.
Världens första världsmästerskap i Flyboard genomfördes den 20 oktober 2012 i Doha, Qatar. Petter Berglund tog VM-silver och John Albinsson kom på en delad 9:e  plats. 2013 gick tävlingen på samma plats och deltog gjorde åter igen John Albinsson men även Oscar Schönberg. 2014s Flyboard World Cup genomförs 4-6 december i Dubai, John Albinsson och Oscar Schönberg representerar Sverige i Pro klassen och Martin von Stedingk i Veteran klassen.

## Hoverboard by ZR
Hoverboard by ZR är en uppföljare till Flyboard, vilken också drivs av vattentrycket från en vattenskoter. Till utblåset av vattenskotern kopplas en 18-23 meter lång slang och i andra änden av slangen kopplas Hoverboarden. Den har tagits fram av Franky Zapata, som är flerfaldig världsmästare inom jetskiåkning.